# Kaj af Ekström
Kaj af Ekström foi um patinador artístico sueco. Ele conquistou com Elna Henrikson duas medalhas de bronze em campeonatos mundiais (1923–1924) e foi três vezes campeão nacional sueco. Com Ragnvi Torslow ele foi campeão nacional sueco em 1920, e também foi campeão nacional sueco em 1924 no individual masculino.

## Principais resultados

### Duplas

#### Com Elna Henrikson
| Campeonato Mundial                                    |                 |                  | Medalha de bronze | Medalha de bronze |  |  |  |  |  |  |  |  |  |  |  |
| Nacional                                              |                 |                  |                   |                   |  |  |  |  |  |  |  |  |  |  |  |
| Campeonato Sueco                                      | Medalha de ouro | Medalha de prata | Medalha de ouro   | Medalha de ouro   |  |  |  |  |  |  |  |  |  |  |  |
|                                                       |                 |                  |                   |                   |  |  |  |  |  |  |  |  |  |  |  |
| Legenda: Competição não foi disputada nesta temporada |                 |                  |                   |                   |  |  |  |  |  |  |  |  |  |  |  |

#### Com Ragnvi Torslow
| Campeonato Sueco | Medalha de prata | Medalha de prata | Medalha de ouro |  |  |  |  |  |  |  |  |  |  |  |  |
|                  |                  |                  |                 |  |  |  |  |  |  |  |  |  |  |  |  |

### Individual masculino
| Campeonato Europeu                                    |                   |                  |                   | 4.º               |                 |  |  |  |  |  |  |  |  |  |  |
| Nacional                                              |                   |                  |                   |                   |                 |  |  |  |  |  |  |  |  |  |  |
| Campeonato Sueco                                      | Medalha de bronze | Medalha de prata | Medalha de bronze | Medalha de bronze | Medalha de ouro |  |  |  |  |  |  |  |  |  |  |
|                                                       |                   |                  |                   |                   |                 |  |  |  |  |  |  |  |  |  |  |
| Legenda: Competição não foi disputada nesta temporada |                   |                  |                   |                   |                 |  |  |  |  |  |  |  |  |  |  |